# Нагорода (короткометражний фільм)
«Нагорода» (рос. «Награда») — грузинський радянський художній фільм 1965 року кінорежисерів Георгія Шенгелая. Фільм є частиною кіноальманаху «Сторінки минулого».

## Актори
- Бондо Гогінава — Георгій
- Сесиль Такайшвілі — мати
- Коте Толорая — офіцер
- Гіві Берікашвілі — Пето
- Кахі Кавсадзе — працівник
- Коте Даушвілі
- Олександр Лордкіпанідзе